# Lake LA-4-200 Buccaneer
Il Lake LA-4-200 Buccaneer è un aereo anfibio leggero da turismo quadriposto prodotto dall'azienda statunitense Lake Aircraft Company dagli anni cinquanta.
Progettato da David Thurston ed originariamente designato Colonial C-2 Skimmer, il Buccaner è il secondo di una serie di progetti sostanzialmente simili caratterizzati dalla configurazione a scafo centrale e dalla collocazione dorsale dell'impianto motore, in configurazione spingente, collegato ad un robusto pilone centrale.

## Storia del progetto
Dopo l'interesse suscitato dal suo primo velivolo, il C-1 Skimmer, David Thurston decise alla fine degli anni quaranta di svilupparne una variante a quattro posti. Nel progetto mantenne inalterata l'impostazione generale del velivolo aumentandone leggermente le dimensioni per consentire la maggior capacità necessaria al quarto posto disponibile. Il prototipo venne portato in volo per la prima volta nel 1950.
I diritti di costruzione vennero in seguito acquistati dalla Lake Aircraft Corporation nell'ottobre 1959 ed il modello assunse la nuova e definitiva designazione Lake LA-4-200 Buccaner.
Dal Buccaner verrà successivamente sviluppata una nuova variante a sei posti caratterizzata dallo scafo allungato, il Lake LA-250 Renegade, che è ancor oggi in produzione nelle sue versioni più recenti.

## Tecnica
Il Buccaner era caratterizzato dal particolare aspetto comune al suo predecessore, il Colonial C-1 Skimmer; anfibio a scafo centrale di costruzione metallica, monoplano, monomotore in configurazione spingente collocato sopra lo scafo.
Lo scafo, realizzato in lega di alluminio, incorporava la cabina di pilotaggio chiusa a due posti affiancati più un piccolo scompartimento posteriore per un passeggero. Posteriormente terminava in una sottile trave di coda collegata ad un impennaggio cruciforme monoderiva dall'elemento verticale particolarmente esteso in altezza.
L'ala a sbalzo era posizionata sulla linea mediana appena dopo la cabina di pilotaggio ed integrava i due galleggianti equilibratori collegati alla parte inferiore delle semiali.
Era inoltre dotato di un carrello d'atterraggio triciclo anteriore, completamente retrattile all'interno dello scafo, che ne consentiva le operazioni di decollo ed atterraggio anche da una pista aeroportuale.
La propulsione era affidata ad un motore Avco Lycoming IO-360-B1A, un 4 cilindri a cilindri contrapposti raffreddato ad aria e dotato di iniezione elettronica, capace di erogare una potenza di 200 hp (149 kW); questo era collocato in una gondola dorsale in posizione spingente e collegato alla parte superiore dello scafo tramite un singolo pilone verticale.